# Oliveira Fortes
Oliveira Fortes är en kommun i Brasilien.   Den ligger i delstaten Minas Gerais, i den sydöstra delen av landet, 800 km sydost om huvudstaden Brasília. Antalet invånare är 2 123.
Omgivningarna runt Oliveira Fortes är huvudsakligen savann. Runt Oliveira Fortes är det glesbefolkat, med 18 invånare per kvadratkilometer.